# Орієваць
45°17′ пн. ш. 15°29′ сх. д. / 45.28° пн. ш. 15.49° сх. д.
Орієваць (хорв. Orijevac) — населений пункт у Хорватії, у Карловацькій жупанії у складі громади Барилович.

## Населення
Населення за даними перепису 2011 року становило 3 осіб.
Динаміка чисельності населення поселення: